# Ялівцевий гай біля балки Канли-Дере імені Новели Вавилової
Ялівце́вий гай біля балки Канли́-Дере́ імені Новели Вавилової — ботанічний заказник місцевого значення, розташований на південний схід від міста Бахчисарай Бахчисарайського району, АР Крим. Створений відповідно до Постанови ВР АРК № 643-6/11 від 21 грудня 2011 року.

## Загальні відомості
Землекористувачем є ДП «Бахчисарайське лісомисливське господарство», Михайлівське лісництво, у частині кварталу 45, площа 64 га. Розташований південний схід від міста Бахчисарай Бахчисарайського району.
Заказник розташований біля гори Бешик-Тау.
Територія заказника включає північно-західний схил плоскої вершини вододілу між балкою Канлі-Дере і балкою Перша заввишки 490 м над рівнем моря. Територія видовжена з північного заходу на південний схід на 1,5 км, з півдня на північ на 0,5 — 0,8 км.